# Avenida Fleming
Avenida Fleming é uma importante avenida na região da Pampulha, em Belo Horizonte, próxima à Igreja São Francisco de Assis e faz a ligação entre o bairro Ouro Preto e a Lagoa da Pampulha.
A avenida é conhecida principalmente por seus diversos bares e restaurantes, que começaram a se instalar ao longo da via no início dos anos 2000.
Na sua junção com a Avenida Otacílio Negrão de Lima foi inaugurada em 2008 a Praça da Pampulha, que é palco de diversos eventos culturais e esportivos da cidade.
Em 2013 a avenida passou por obras para a criação de uma ciclovia em toda a sua extensão, sendo parte no asfalto e parte no canteiro central, que foi alargado em alguns pontos.